# Носков, Алексей Михайлович
Алексей Михайлович Носков (21 ноября 1923, Ярославль — 10 июля 1944, Логойский район, Минская область) — участник Великой Отечественной войны, Герой Советского Союза.

## Биография
Родился 21 ноября 1923 года в семье потомственных ткачей в Красноперекопском районе города Ярославля. Русский.
Окончил школу № 10 с похвальной грамотой. До призыва в армию работал слесарем по точным приборам в центральной лаборатории комбината «Красный Перекоп».
Любил читать о героях Гражданской войны и часто пересказывал своим товарищам о прочитанном.
В начале 1942 года был призван в пограничные войска. В составе 13-го пограничного полка автоматчик Алексей Носков принимал участие в боевых действиях. Вскоре его направили в школу младших командиров войск по охране тыла 3-го Белорусского фронта.
Во время Белорусской наступательной операции «Багратион» проходил обучение в школе младших командиров, начальником которой был майор Гожух.
Курсантов неоднократно привлекали для ликвидации отдельных групп фашистов, оказавшихся в тылу советских войск.
В начале июля 1944 года личный состав школы принимал участие в уничтожении группы гитлеровских солдат, которая была обнаружена после убийства жителей деревни и после двух суток поиска в лесном массиве — окружена у деревни Капланы Витебской области. Огнём из винтовки лично уничтожил офицера и двух солдат противника.
9 июля 1944 года в районе деревни Мешковичи Минской области началась операция по ликвидации окружённой немецкой группировки численностью до двух батальонов. Во время боя 10 июля 1944 Носков погиб, закрыв командира своим телом.
Из наградного листа А. М. Носкова: «В силу внезапного появления унтер-офицера Носков, чтобы спасти майора Гожуха, закрыл его своим телом. Разрывная пуля попала в сонную артерию Носкова. Жизнь офицера была спасена героическим подвигом, самопожертвованием красноармейца, скончавшегося на руках майора».
Похоронен в братской могиле в селе Мешковичи.
Указом Президиума Верховного Совета СССР от 24 марта 1945 года красноармейцу Алексею Носкову присвоено звание Героя Советского Союза.

## Награды
- Медаль «Золотая Звезда» Героя Советского Союза[1]
- орден Ленина[1]
- орден Славы III степени

## Память
Постановлением Совета Министров СССР рядовой Алексей Михайлович Носков удостоен высшей воинской почести — зачислен навечно в списки личного состава пограничной части.
В 1965 году его именем были названы улицы в Красноперекопском районе Ярославля (вместо бывшей Ветошной) и посёлке городского типа Логойск.
Приказом КГБ СССР от 18 февраля 1976 года именем Носкова названа пограничная застава «Корф» Виленского, Курильского орденов Ленина и Александра Невского пограничного отряда (Камчатка).